# Bassegoda (Albañá)
Bassegoda  es una localidad española perteneciente al municipio gerundense de Albañá, en la comunidad autónoma de Cataluña.

## Historia
La localidad forma parte del término municipal gerundense de Albañá, perteneciente a la comarca del Alto Ampurdán, en la comunidad autónoma de Cataluña. Antaño un municipio independiente, antes de integrarse en el término municipal de Albañá en 1968 formaba parte de la comarca de La Garrocha. La localidad contaba hacia mediados del siglo XIX con 29 habitantes. 
En 2021 contaba con 4 habitantes. Aparece descrita en el cuarto volumen del Diccionario geográfico-estadístico-histórico de España y sus posesiones de Ultramar de Pascual Madoz de la siguiente manera:

BASAGODA: ald. en la prov. y dióc. de Gerona (6 leg.), part. jud. de Olot (4), aud. terr. y c. g. de Barcelona (19), sit. en la falda de la montaña denominada Puig de Basagoda á la parte del SE., desde cuya considerable altura se descubren las montañas de Ribas y Montserrat, todo el Ampurdan y gran parte del Rosellon; goza de buena ventilacion y clima frio pero sano: tiene pocas casas y una igl. parr. (San Miguel), aneja de la del l. de San Andrés de Llorona, cuyo parroco pasa á decir misa y á administrar cada dos dias de fiestas los sacramentos, caso de necesidad. Confina el térm. por N. Ribellas, E. Cursabell, S. Guitarriu y O. Rui, estendiéndose sobre 1/2 leg. ó 2/3 en todas direcciones: en él se encuentran hácia el E. de la referida mont. un llano de 1/2 milla de circunferencia nombrado en el pais Cam de principi, memorable por haber servido de campamento á las tropas españolas en las guerras con  Francia (1790), del cual se conservan aun las paredes de las barracas que se construyeron; dos minas de súlfuro de plomo, esplotadas y beneficiándose á 1/2 leg. del l. de Guitarriu, y varias fuentes de aguas claras que se cree contienen alguna parte de hidroclorato de cal y sosa; de la mas abundante de ellas nace el r. Buró que en direccion de N. á S. le baña: caminos, ademas de los locales, pasa por este pueblo el que conduce á Francia, dirigiéndose por Tortellá y Entreperas al Treu, nombre provincial que significa dar salida, como efectivamente este paso la dá a todo el terreno de Basagoda, tan sorprendente que al salir de su angosto tránsito, por el que apenas cabe una caballeria cargada, se descubre en perspectiva el aislado Puig de Basagoda: se halla en muy mal estado y lleno de precipicios, cuyos peligros evitan unos grandes troncos de árboles colocados en las orillas. El correo se recibe en Olot y con mas frecuencia en Tortellá, de donde pasa un encargado á recogerlo de la estafeta de Besalú; prod.: trigo, patatas y algunas legumbres: cria ganado lanar y caza de perdices, conejos, liebres y muchos lobos; pobl.: 7 vec. 29 alm.; cap. prod.: 409,200; imp.: 10,230 rs.
(Madoz, 1846, p. 64)

## Demografía
| Gráfica de evolución demográfica de Bassegoda entre 1842 y 1960 |
| |
| Población de derecho según los censos de población del INE Población de hecho según los censos de población del INEEntre el censo de 1857 y el anterior, crece el término del municipio porque incorpora a Cursuvell, Pincaro, Ribellas y Sous Entre el censo de 1970 y el anterior, este municipio desaparece porque se integra en el municipio Albañá |